# Ofatinți
Ofatinți (russisch Выхватинцы Wychwatinzy, ukrainisch Вихватинці Wychwatynzi) ist eine Gemeinde in Transnistrien (international nicht anerkannte Abspaltung von der Republik Moldau). Die Ortschaft liegt direkt am Fluss Dnestr, rund 15 Kilometer von Rybniza entfernt. Zur Gemeinde gehört auch das Dorf Novaia Jizni (russisch Новая Жизнь/Nowaja Schisn). Ofatinți ist Teil der historischen Region Podolien und insbesondere als Geburtsort des russischen Komponisten und Pianisten Anton Rubinstein bekannt.